# Thalassomya reissi
Thalassomya reissi är en tvåvingeart som beskrevs av Oliveira 2000. Thalassomya reissi ingår i släktet Thalassomya och familjen fjädermyggor.
Artens utbredningsområde är Kenya. Inga underarter finns listade i Catalogue of Life.